# Suttsu
Suttsu (寿都町, Suttsu-chō) est un bourg du district de Suttsu, situé dans la sous-préfecture de Shiribeshi, sur l'île de Hokkaidō, au Japon.

## Géographie

### Situation
Le bourg de Suttsu est situé au bord de la baie de Suttsu, en face de la mer du Japon, sur l'île de Hokkaidō, au Japon.

### Démographie
Au 31 mars 2015, la population de Suttsu s'élevait à 3 207 habitants répartis sur une superficie de 95,24 km2.

### Climat
| Mois                                             | jan.       | fév.      | mars       | avril     | mai       | juin      | jui.     | août      | sep.      | oct.      | nov.      | déc.      | année      |
| ------------------------------------------------ | ---------- | --------- | ---------- | --------- | --------- | --------- | -------- | --------- | --------- | --------- | --------- | --------- | ---------- |
| Température minimale moyenne (°C)                | −4,7       | −4,6      | −1,7       | 2,8       | 7,8       | 12,3      | 16,8     | 18,4      | 14,6      | 8,4       | 2,3       | −2,8      | 5,8        |
| Température moyenne (°C)                         | −2,3       | −1,9      | 1,2        | 6,5       | 11,5      | 15,4      | 19,5     | 21,2      | 18,1      | 12,1      | 5,6       | −0,3      | 8,9        |
| Température maximale moyenne (°C)                | −0,2       | 0,3       | 3,9        | 10,2      | 15,7      | 19,2      | 23       | 24,6      | 21,6      | 15,6      | 8,4       | 2         | 12         |
| Record de froid (°C) date du record              | −15,7 1912 | −15 1893  | −11,4 1922 | −7,7 1929 | −1,4 1887 | 2,7 1923  | 7,1 1887 | 10,8 1956 | 4,8 1964  | −3,6 1924 | −9 1887   | −15 1937  | −15,7 1912 |
| Record de chaleur (°C) date du record            | 12,2 1903  | 11,2 1967 | 17,5 2018  | 27,7 1998 | 29 2019   | 31,3 2014 | 33 1924  | 34 1904   | 31,1 1933 | 25,9 1946 | 20,6 2003 | 15,1 1953 | 34 1904    |
| Ensoleillement (h)                               | 27,2       | 46,7      | 111        | 170,7     | 194,6     | 170,4     | 155,6    | 163,1     | 153,9     | 121,3     | 55,3      | 26,4      | 1 393,5    |
| Précipitations (mm)                              | 120,2      | 87,4      | 68,1       | 59,3      | 65,9      | 60,7      | 94,5     | 130,1     | 149,8     | 128       | 148,2     | 138,5     | 1 250,6    |
| dont neige (cm)                                  | 146        | 114       | 60         | 3         | 0         | 0         | 0        | 0         | 0         | 0         | 24        | 108       | 454        |
| Nombre de jours avec précipitations              | 22,2       | 18,1      | 13,1       | 9,5       | 8,6       | 8         | 8        | 9,6       | 11,6      | 13,6      | 18        | 22,1      | 162,4      |
| dont nombre de jours avec précipitations ≥ 10 mm | 3,2        | 1,9       | 1,6        | 1,7       | 2,2       | 2,1       | 2,8      | 4,2       | 4,9       | 4,8       | 5,2       | 4,2       | 38,8       |
| Humidité relative (%)                            | 69         | 68        | 66         | 68        | 74        | 82        | 85       | 84        | 78        | 72        | 69        | 69        | 74         |
| Nombre de jours avec neige                       | 25,3       | 21,3      | 16         | 1,6       | 0         | 0         | 0        | 0         | 0         | 0         | 6         | 21,2      | 91,5       |

| Diagramme climatique                                  |             |             |             |             |              |            |               |               |            |             |            |
| J                                                     | F           | M           | A           | M           | J            | J          | A             | S             | O          | N           | D          |
| −0,2−4,7120,2                                         | 0,3−4,687,4 | 3,9−1,768,1 | 10,22,859,3 | 15,77,865,9 | 19,212,360,7 | 2316,894,5 | 24,618,4130,1 | 21,614,6149,8 | 15,68,4128 | 8,42,3148,2 | 2−2,8138,5 |
| Moyennes : • Temp. maxi et mini °C • Précipitation mm |             |             |             |             |              |            |               |               |            |             |            |